# George Cloutier
George Cloutier (Pembroke, 16 juli 1876 - Kenora, 20 april 1946) was een Canadees lacrossespeler. 
Met de Canadese ploeg won Cloutier de olympische gouden medaille in 1904.

## Resultaten
- 1904  Olympische Zomerspelen in Saint Louis